# 사증 면제 프로그램
사증 면제 프로그램(査證 免除 -, 영어: Visa Waiver Program, VWP)은 미국의 사증 면제 규정이다. 이 규정에 가입된 국가의 국민은 관광, 친지 방문 및 상업 활동의 목적으로 사증 없이 미국에 입국하여 최장 90일까지 체류할 수 있다. 1986년부터 시행되고 있으며, 미국에 불법 체류할 가능성이 낮은 선진국 국민들에게 미국 방문의 편의를 제공하는 것이 목적이다.

## 해당 국가

연한 초록색이 사증 면제 국가이며, 다른 색깔로 칠해진 국가는 다른 이유로 사증이 면제되거나 완화되는 국가군이다.

현재 사증 면제 프로그램에 가입된 국가는 40개국이다.
- 아시아(6개국)
  -  대한민국
  -  일본
  -  대만
  -  싱가포르
  -  브루나이
  -  이스라엘[2]
- 오세아니아(2개국)
  -  오스트레일리아
  -  뉴질랜드
- 유럽(32개국)
  -  유럽 연합 구성국 중에서 솅겐 조약 가입국.
    -  아일랜드
    -  프랑스
    -  네덜란드
    -  벨기에
    -  룩셈부르크
    -  포르투갈
    -  스페인
    -  독일
    -  오스트리아
    -  이탈리아
    -  몰타
    -  덴마크
    -  스웨덴
    -  핀란드
    -  리투아니아
    -  라트비아
    -  에스토니아
    -  폴란드
    -  체코
    -  슬로바키아
    -  헝가리
    -  슬로베니아
    -  그리스
    -  크로아티아

  -  영국[3]
  -  스위스
  -  산마리노
  -  노르웨이
  -  아이슬란드
  -  리히텐슈타인
  -  모나코
  -  안도라

- 남미(1개국)
  -  칠레

### 사증 면제 프로그램 이외의 비자 면제 국가 및 영토
- 캐나다[4]
- 버뮤다
- 팔라우[5]
- 미크로네시아 연방[6]
- 마셜 제도[7]

유럽연합 구성국가 중에서는  루마니아,  불가리아,  키프로스가 사증 면제 프로그램에 가입되어 있지 않다.
해당 사증 면제 프로그램에 가입한 국가 중 러시아에도 비자 없이 입국 가능한 나라는 대한민국과 칠레, 브루나이뿐이다. 특히 브루나이는 상임이사국 모든 국가에 비자 없이 입국이 가능한 전 세계 유일의 국가다.

### 프로그램이 중단되는 경우
위의 가입 조건 중 어느 하나라도 지켜지지 않을 경우(특히 해당 국가 국민의 불법 체류 및 원정 출산을 위한 입국의 경우), 혹은 해당 국가의 경제 문제나 자국내 치안 문제가 발생하는 경우에도 사증 면제 프로그램 대상국에서 제외될 수 있다. 실제로 2002년에 아르헨티나가 자국의 경제 위기로 사증 면제 프로그램이 중단되었고, 2003년에는 우루과이가 아르헨티나와 유사한 이유로 중단되면서 사증 면제 프로그램의 적용을 받는 대상에서 제외되었다.

### 사증 면제 프로그램 "로드맵 국가군" 및 가입국 확대 추진
해당 국가군은 비자 면제 프로그램에 가입되어 있지는 않지만 조건은 충족되어 장래에 사증 면제 프로그램이 확대될 수 있는 "로드맵 국가군"이다.
- 브라질
- 아르헨티나 (예전에 사증 면제 프로그램 가입국가였으나, 지금은 탈락.)
- 우루과이 (예전에 사증 면제 프로그램 가입국가였으나, 지금은 탈락.)
- 루마니아
- 불가리아
- 키프로스
- 튀르키예

비이민 사증 발급 거부율 기준 3%를 10%로 상향 조정하는 법률 개정안이 2007년 7월 26일에 미국 의회에서 승인되었다. 당시 이에 해당되는 국가는 그리스, 대한민국, 몰타, 브라질, 슬로바키아, 아르헨티나, 에스토니아, 우루과이, 이스라엘, 체코, 키프로스, 중화민국의 12개국이었다. 이들 국가 중 2008년 10월 17일, 대한민국, 슬로바키아, 에스토니아, 체코는 이 프로그램에 가입하게 되었고, 라트비아, 리투아니아, 헝가리는 비이민 사증 발급 거부율이 10%를 넘었으나, 같은 날 특별히 이 프로그램 가입이 승인되어, 이들 7개국에 대한 비자 면제 프로그램이 2008년 11월 17일부터 발효하게 되었다. 몰타는 2008년 12월 30일에, 그리스는 2010년 4월 5일, 중화민국은 2012년 11월 1일에 추가로 가입이 승인되었다. 이후 2014년 2월 28일에 칠레가 가입이 승인되었다.
2019년 11월 11일에 유럽 연합 회원국 중 하나인 폴란드의 가입이 승인되었고 이후 2021년 10월 23일에 크로아티아의 가입이 승인되었다.
2023년 10월 19일에 이스라엘의 가입이 승인되었다.

 터키, 루마니아, 불가리아 등도 가입을 추진하고 있으며, 유럽 연합은 모든 회원국의 비자 면제 프로그램 가입을 요구하고 있다.

### 괌 사증 면제 프로그램
아래에 명시된 국가의 국민은 사증 없이 괌을 방문할 수 있다. 괌 이외의 다른 미국 영토로 이동하려면 미국 사증이 필요하다.
- 나우루
- 말레이시아
- 바누아투
- 사모아
- 솔로몬 제도
- 인도네시아
- 파푸아뉴기니

## 요구 사항 및 규정

### 요구 사항
사증 면제 프로그램으로 미국을 방문하려는 입국자는 다음의 조건을 충족시켜야 한다.
- 각자 자신의 여권을 소지해야 한다.(예를 들어 자녀가 부모의 여권에 동반 기재된 경우)
- 기계 인식 여권과 생체 정보 내장 여권을 소지해야 한다.
- 여권의 유효기간이 6개월 이상 남아 있어야 한다.
- 사증 면제 협정에 조인한 항공편 및 선박편을 이용해야 하며, 귀국 혹은 제3국행 탑승권을 소지해야 한다.(탑승권의 최종 목적지가 캐나다, 멕시코 및 카리브해 지역인 경우 그 국가 또는 지역의 합법적인 거주자이어야 한다.)
- 이전의 미국 입국 규정에 동의해야 한다.
- 범죄 기록이 없어야 한다.
- 사증 신청 자격에 부적합하지 않아야 한다.
- 이전에 미국 사증 발급이 거부되거나 미국 입국이 거부된 적이 없어야 한다.
- 방문 목적이 관광, 친지 방문 및 상업 활동 이외의 다른 목적이어서는 안 된다.
- 2011년 3월 이후 이란, 이라크, 수단, 시리아, 리비아, 소말리아, 예멘, 북한 등으로의 여행 이력이 없어야 한다

### 규정
- 미국에 입국한 후 미국 내에서 사증을 변경할 수 없다.
- 미국에서 출국 후 90일 이내에 미국에 다시 입국한 경우 체류 기간 90일이 추가로 부여되지 않는다.

## 같이 보기
- 여행허가전자시스템(ESTA)
- 생체인증 여권(전자여권)
- 사증(비자)
- 미국 국토안보부(DHS)
- 미국 관세국경보호청(CBP)
- ROK-VISIT
- US-VISIT
- J-VIS